# Sint-Jan-Evangelistkerk (Steendorp)

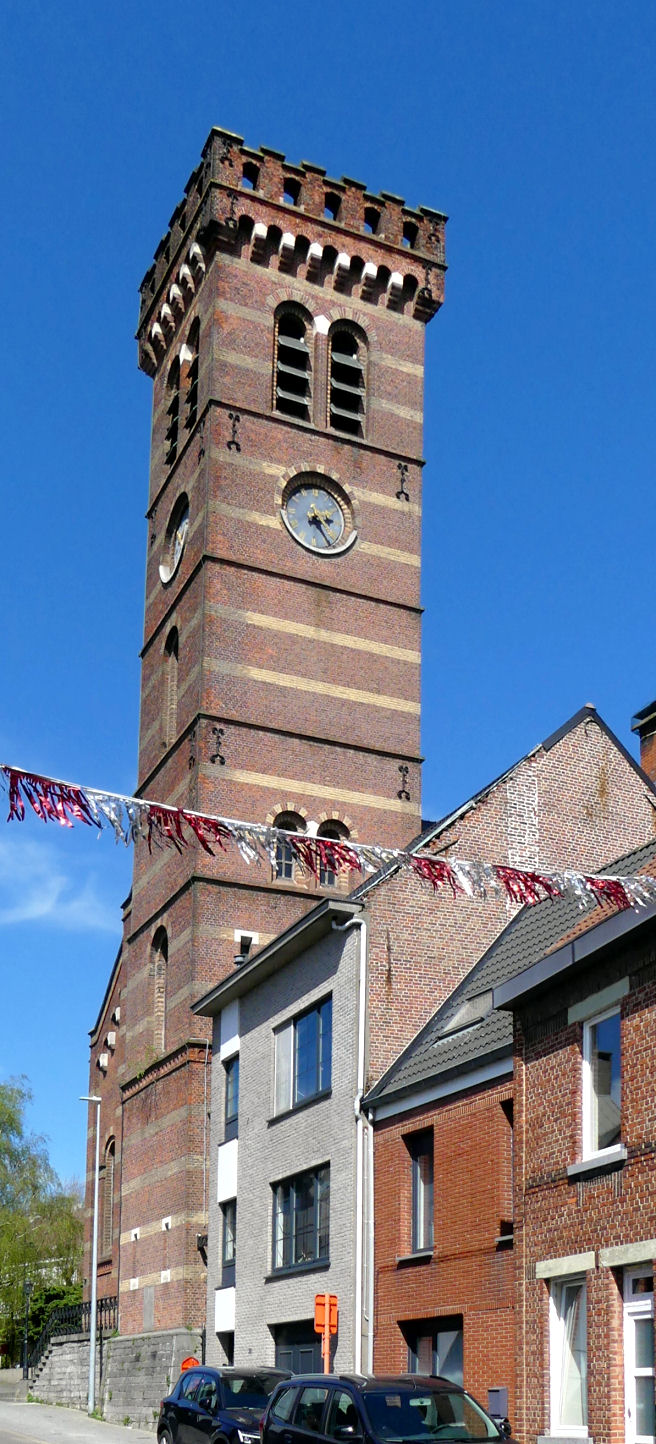
Toren van de Sint-Jan-Evangelistkerk

De Sint-Jan-Evangelistkerk is de parochiekerk van de tot de Oost-Vlaamse gemeente Temse behorende plaats Steendorp, gelegen aan Gelaagstraat 32.

## Geschiedenis
Al in 1794 wilden de inwoners van het toenmalige Steengelagen, die in aantal toegenomen waren vanwege de baksteennijverheid, een eigen bedehuis. Snel kwam echter de Franse tijd en pas daarna, in 1828, werd toestemming tot de bouw van een kerk gegeven. Deze kerk kwam gereed in neoclassicistische stijl. In 1835 werd Steendorp een zelfstandige parochie.
In 1889 werd de kerk naar het westen toe uitgebreid, en werd de neoromaanse voorgevel met de vierkante, halfingebouwde, zuidwesttoren gebouwd. Dit alles naar ontwerp van Auguste Van Assche.

## Gebouw
Het is een driebeukig bakstenen kerkgebouw met halfronde apsis. De toren heeft geen spits, maar kantelen. Het middenschip wordt overkluisd door een tongewelf.

## Interieur
De kerk bezit 18e-eeuwse beelden van Sint-Cornelius en Sint-Barbara. De preekstoel is in late barokstijl. Het Delhaye-orgel is van 1835 en ook veel kerkmeubilair is uit de neoclassicistische periode.